# Журавина (гмина)
Журавина (пол. Żórawina) — сельская гмина (волость) в Польше, входит как административная единица в Вроцлавский повет, Нижнесилезское воеводство. Население 7894 человека (на 2004 год).

## Демография
| Перепись                       | Всего   | Всего | Женщины | Женщины | Мужчины | Мужчины |
| ------------------------------ | ------- | ----- | ------- | ------- | ------- | ------- |
| Единицы                        | человек | %     | человек | %       | человек | %       |
| Население                      | 7894    | 100   | 3986    | 50,5    | 3908    | 49,5    |
| Плотность населения (чел./км²) | 65,7    | 65,7  | 33,2    | 33,2    | 32,5    | 32,5    |

## Сельские округа
1. Богунув
2. Братовице
3. Загрудки
4. Галёвице
5. Яксонув
6. Ярославице
7. Карвяны
8. Коморовице
9. Крайкув
10. Мендлув
11. Милеёвице
12. Мниховице
13. Новоёвице
14. Новы-Слешув
15. Окшешице
16. Рынаковице
17. Поляковице
18. Пшецлавице
19. Рацлавице-Мале
20. Жеплин
21. Шукалице
22. Стары-Слешув
23. Сухы-Двур
24. Турув
25. Венгры
26. Бжесце
27. Марцинковице
28. Вильчкув
29. Вильковице
30. Войковице
31. Журавина
32. Жерники-Вельке
33. Пастежице

## Соседние гмины
1. Гмина Борув
2. Гмина Доманюв
3. Гмина Кобежице
4. Гмина Свента-Катажина